# George Coleman (lekkoatleta)
George William Coleman (ur. 21 listopada 1916 w Fulham w Londynie, zm. 27 stycznia 2005 w Great Yarmouth) – brytyjski lekkoatleta, chodziarz.
Podczas igrzysk olimpijskich w Helsinkach (1952) zajął 5. miejsce w chodzie na 10 000 metrów z czasem 46:06,8.
Na tym samym dystansie zajął. 9. miejsce (z wynikiem 47:37,4) podczas mistrzostw Europy (1954).
7. zawodnik chodu na 20 kilometrów na igrzyskach olimpijskich w Melbourne (1956) z czasem 1:34:01,8.
Sześciokrotny mistrz Wielkiej Brytanii: 5 tytułów na bieżni – na 2 mile (1953, 1954, 1955) i 7 mil (1954 i 1956) oraz jeden na szosie – na dystansie 20 mil (1955).

## Rekordy życiowe
- Chód na 10 kilometrów – 44:07 (1956)
- Chód na 20 kilometrów – 1:34:02 (1956)